# Stadtbibliothek Detmold
Die Stadtbibliothek (früher: Stadtbücherei) Detmold ist die kommunale Bibliothek der Stadt Detmold. Sie befindet sich seit 1985 im klassizistischen Gebäude Leopoldstraße 5, das ursprünglich Sitz des Leopoldinums, des ältesten Detmolder Gymnasiums, war.

## Geschichte
Vorläufer der Stadtbücherei war die Bibliothek des Bildungsvereins zu Detmold. Der 1881 gegründete Verein stellte von Beginn an eine Bibliothek für seine Mitglieder bereit, die ab 1909 auch von der Öffentlichkeit genutzt werden konnte. Der Buchbestand wurde im November 1935 von der Stadt erworben und ging im April 1940 in den Besitz der Landesregierung über. Der Verbleib ist unbekannt.
Die Stadtbücherei wurde am 10. Februar 1948 eröffnet und hatte ihren Sitz in den Räumen der Lippischen Landesbibliothek. Der Bestand umfasste zu dieser Zeit gerade mal 528 Bücher und wurde durch Buchspendeaktionen aufgestockt. Im Jahr 1951 wurde ein Zusammenschluss von Landesbibliothek und Stadtbücherei angeregt, Bürgermeister Richard Moes beendete die Diskussion, als er sich 1952 für eine Volksbücherei einsetzte. Im Oktober desselben Jahres zog die Bücherei in einen Pavillon am Detmolder Schloss um. Der neue Standort erwies sich schon bald als zu klein, und nur zwei Jahre später zog die Bücherei erneut um, diesmal in die ehemaligen Räume des Lippischen Volksblatts an der Weinbergstraße 19a (ab 1971 nach Straßenumbenennung Paulinenstraße 9).
Im Jahr 1963 trat die Stadtbücherei dem Deutschen Bibliotheksverband bei.
Als 1970 im Zuge der Gebietsreform die vormals eigenständige Gemeinde Hiddesen nach Detmold eingemeindet wurde, wurde die bislang selbstständige Bücherei Hiddesen zu einer Außenstelle der Stadtbücherei Detmold. Die Ortsteilbibliothek hatte ihren Sitz im Hiddeser Rathaus, zog 1982 in das Haus des Gastes am Ortsausgang Richtung Hermannsdenkmal und 1994 wieder in die Ortsmitte um. Weitere Ortsteilbibliotheken existierten in Heidenoldendorf und Heiligenkirchen. Aus Gründen der Kostenersparnis wurden die Ortsteilbibliotheken in den Jahren 2003/2004 aufgegeben, die Bücherei Hiddesen wird seitdem von einer privaten Initiative betrieben.
Im Februar 1973 zog die Stadtbücherei in das Geschäftshaus Lange Straße 71, Anfang 1985 schließlich nach 1½ Jahren Umbauarbeiten an den heutigen Standort in der Leopoldstraße, wo die Bücherei erstmals ein eigenes Gebäude für sich hat.
1996 umfasste der Bestand 62.412 Medien, es fanden 262.764 Entleihungen statt. Die Zahl ist im Jahr 2015 auf 232.605 Entleihungen gefallen, dazu kommt jedoch eine steigende Zahl elektronischer Verleihvorgänge aus der Online-Bibliothek.
2016 beschloss der Rat der Stadt die Umbenennung in „Stadtbibliothek Detmold“.